# Cambessedesia latevenosa
Cambessedesia latevenosa är en tvåhjärtbladig växtart som beskrevs av Dc.. Cambessedesia latevenosa ingår i släktet Cambessedesia och familjen Melastomataceae. Inga underarter finns listade i Catalogue of Life.